# Komeng
Alfiansyah Komeng (tên khai sinh Alfiansyah Bustami, sinh ngày 25 tháng 8 năm 1970), nghệ danh Komeng, là một diễn viên hài, diễn viên và chính trị gia người Indonesia. Ông bắt đầu tham gia các chương trình hài kịch những năm 1989 và được yêu thích khi xuất hiện trong các chương trình hài kịch những năm 1990. Ông tham gia cuộc tổng tuyển cử Indonesia 2024 với tư cách là ứng cử viên cho Hội đồng Đại diện Khu vực đại diện Tây Java và được bầu với hơn 5 triệu phiếu bầu, nhiều nhất đối với bất kỳ ứng cử viên thượng nghị sĩ Indonesia nào cho đến nay.

## Xuất thân và học vấn
Alfiansyah sinh ra tại Jakarta vào ngày 25 tháng 8 năm 1970. Ông học tại một trường tiểu học công lập ở Citeureup, Bogor, trước khi tốt nghiệp trung học cơ sở và trung học phổ thông ở Jakarta. Sau khi tốt nghiệp trung học năm 1989, ông theo học tại Học viện Ngân hàng Indonesia nhưng không hoàn thành chương trình học của mình. Sau đó ông đạt bằng cử nhân của Học viện Kinh tế Tribuana ở Bekasi vào năm 2018.

## Sự nghiệp

### Hài kịch
Ông lấn sân vào giới hài kịch vào năm 1989, khi ông tham gia nhóm hài Diamor. Nhóm thường biểu diễn tại các nhà thờ, và trước khi tham gia nhóm Komeng giúp họ dàn dựng tiết mục. Năm 1990, Alfiansyah cùng với Diamor xuất hiện lần đầu tiên trên truyền hình trong một chương trình hài TVRI, và vào năm 1992, nhóm có tiết mục riêng tại TPI. Nghệ danh lúc đầu của Alfiansyah là "Simon", trước khi chọn "Komeng". Komeng sau đó rời nhóm đến năm 1996 bắt đầu thực hiện tiết mục của riêng mình, Spontan, dần được khán giả yêu thích. Từ năm 1993, ông làm phát thanh viên. Ông tiếp tục đóng vai chính trong các tiết mục hài, như Putri Duyung (2001), Lola & Liliput (2002), và Opera Van Java (2008), cùng vài tiết mục khác. Komeng lần đầu tham gia điện ảnh trong bộ phim hài Anda Puas, Saya Loyo phát hành năm 2008.
Ông được coi là một trong những diễn viên hài được trả thù lao cao nhất ở Indonesia. Câu cửa miệng của ông là "Uhuy!", nó được Komeng nói lần đầu khi tham gia Spontan.

### Chính trị
Trong cuộc tổng tuyển cử Indonesia 2024, Komeng với tư cách là ứng cử viên cho Hội đồng Đại diện Khu vực từ Tây Java. Để cử tri dễ nhận ra hơn, ông đổi tên pháp lý của mình từ Alfiansyah Bustami sang Alfiansyah Komeng. Trong một cuộc phỏng vấn, ông cho biết giữ tên khai sinh là Alfiansyah trong tên pháp lý mới của mình vì muốn tên nằm ở đầu lá phiếu theo thứ tự bảng chữ cái. Hình chân dung bầu cử của Komeng với biểu cảm cặp mắt mở to và miệng mở há ra do ông cố ý chọn. Komeng nhận được gần 5,4 triệu phiếu bầu, với tỷ lệ phiếu bầu cao nhất trong số 54 ứng cử viên thượng nghị sĩ ở Tây Java, và là ứng cử viên thượng nghị sĩ Indonesia nhận được nhiều phiếu nhất cho đến nay. Trong một cuộc kiểm số phiếu toàn thể cấp quốc gia, những người tham dự nhại lại câu cửa miệng "uhuy!" khi số phiếu của ông được công bố.
Trong một cuộc phỏng vấn, Komeng chia sẻ ông có dự định quảng bá Ngày hài kịch quốc gia khi trở thành thượng nghị sĩ và quảng bá hài kịch Indonesia đến nước ngoài. Đề nghị của Komeng cũng nhận sự hưởng ứng của Denny Cagur, vốn cũng là một danh hài được bầu vào Hội đồng Đại diện Nhân dân. Komeng sẽ nhậm chức vào ngày 1 tháng 10 năm 2024.

## Gia đình
Komeng kết hôn với Apriliana Indra Dewi vào năm 1999, hai vợ chồng có ba người con – sinh ba từ phương pháp thụ tinh trong ống nghiệm vào ngày 2 tháng 8 năm 2006. Con gái duy nhất của họ qua đời năm 2016. Ông người gốc Betawi–Sunda và là tín đồ Hồi giáo.